# Sancho de Rojas
Sancho de Rojas (c. 1381 - Alcalá de Henares, 24 d'octubre de 1422), i militar, va ser fill de Juan Martínez de Rojas, senyor de Montsó, de Cavia i de Cuzcurrita, i de la seva esposa Maria Fernández de Rojas. No ha de ser confós amb Sancho Sánchez de Rojas, fill de Diego Fernández de Córdoba i Carrillo, I senyor de Baena i Sancha García de Rojas qui va ser abat de Salas, després bisbe d'Astorga, i bisbe de Còrdova abans de 1442 i mort el 1454.
Es va formar a Tolosa de Llenguadoc i a Salamanca. El papa Benet XIII li va designar bisbe de Palència el 1403, governant aquesta diòcesi fins a 1415. Estant bisbe de Palència va combatre contra els musulmans, acompanyant l'infant Ferran d'Antequera (que era regent, en nom del seu nebot Joan II de Castella, al costat de la seva cunyada Caterina de Lancaster), a la presa d'Antequera el 1410. El seu protagonisme als assumptes del regne va incrementar quan l'infant Ferran va ser escollit rei d'Aragó en el compromís de Casp el 1412. El 1415 va ser nomenat arquebisbe de Toledo, convertint-se en la principal autoritat eclesiàstica d'Hispània.
Després del Cop de Tordesillas (1420) es va situar al costat de l'infant Joan d'Aragó, enfrontant-se al grup del seu germà, l'infant Enric d'Aragón, que havia protagonitzat el mencionat Cop. Va arribar a reunir tropes al costat de l'infant preparant-se per alliberar el rei, però l'aparent submissió del rei a l'infant li va fer dissoldre-les i refugiar-se a Alcalá de Henares per evitar entrar a la ira règia.
Des d'aquest moment fins a la seva mort es va mantenir sempre a prop del rei, col·laborant amb ell al govern del regne sempre que va poder. Quan va morir el 22 d'octubre de 1422 es trobava a Alcalá de Henares, seguint la Cort perquè, segons resa la crònica de Pedro Carrillo de Huete tenia grans desigs "d'entendre la gobernaçión del reyno". El rei Joan es trobava de cacera al Real de Manzanares quan va morir l'arquebisbe, ajornant-se les exèquies fins al retorn del rei. Les despulles del bisbe van ser portades a la seva seu toledana, on també es van traslladar els monarques.
Un dels seus fets més importants com a prelat va ser l'erecció de la Capella de sant Pere a la Catedral de Toledo. Va fundar diverses capellanies i va dotar la capella, lloc escollit per a la seva sepultura, amb nombrosos béns.